# Протојеванђеље Јаковљево
Протојеванђеље Јаковљево је ранохришћански апокрифни спис из 2. века. Представља једно од најпопуларнијих апокрифа у раној Цркви. Ауторство списа је приписано Јакову Праведном. Спис је извршио велики утицај на хришћанску уметност, хришћански живот, и на теологију. Описује детињство Пресвете Богородице, њено одрастање у храму, Христово рођење у пећини и детињство. Књига такође описује смрт  оца Јована Крститеља Захарија. Иако веома важан, овај спис није ушао у новозаветни канон из неког разлога, и не може се наћи ни у једном издању Новог завета. Имена родитеља Пресвете Богородице, Јоакима и Ане, помињу се само у овом спису, као и опис Ваведења.
Грчки израз „Протојеванђеље” се односи на књигу Исусовог живота – догађаја који су настали пре главних догађаја четири канонска јеванђеља Новог завета. Јаковљево Јеванђеље говори о детињству и младости Богородице и догађајима у време и након Христовог рођења. 
Јеванђеље по Јакову је, вероватно најранији текст који потврђује поштовање Пресвете Богородице, наводећи њену вечну невиност и представљајући је као нову Еву. 
Спис је био изузетно популаран у древним временима. О томе говори чињеница да је до сада сачувано око 130 рукописа који садрже ово Јеванђеље. Преведена је на сиријски, етиопски, коптски, грузински, старословенски, јерменски, арапски, ирски и латински језик.
Најстарији сачувани рукопис који садржи Протојеванђеље Јаковљево („Папирус Бодмер 5”, датира између краја 3. и почетка 4. века), пронађен је у 1952. („папирус Бодмер 5” објављен је 1958. године). Чува се у библиотеци Бодмер у Женеви.